# Mariia Simonsen
Mariia Simonsen (* 27. Juni 1954) ist eine grönländische Politikerin (Inuit Ataqatigiit) und Journalistin.

## Leben
Mariia Simonsen schloss 1971 die Realschule in Nuuk ab und besuchte danach die Schule in Gentofte. Anschließend besuchte sie von 1973 bis 1975 Grønlands Seminarium. Nebenher arbeitete sie von 1974 bis 1976 als Radiomoderatorin bei Kalaallit Nunaata Radioa. 1976 begann sie eine Ausbildung an der grönländischen Journalistenschule, die sie 1978 unterbrach. Von 1979 bis 1980 war sie Programmsekretärin beim KNR und von 1980 bis 1982 Gewerkschaftskonsulentin bei SIK. Von 1982 bis 1983 beendete sie ihre Journalistenausbildung. Anschließend arbeitete sie von 1983 bis 1994 als Journalistin beim KNR. Von 1988 bis 1989 war sie zudem Informationsmitarbeiterin bei der Gemeinde Ilulissat. Von 1994 bis 1995 war sie Informationsmitarbeiterin bei Royal Arctic Line. Nach einigen Monaten bei Danmarks Radio Bornholm im Frühjahr 1996 wechselte sie zur Kopenhagener Redaktion des KNR. 1999 wurde sie Redaktionssekretärin bei den Radionachrichten des KNR und 2001 Redaktionschefin. Von 2005 bis 2007 war sie Redakteurin. Anschließend arbeitete sie bis 2010 bei der Sermitsiaq. Von 2010 bis 2021 unterrichtete sie Journalismus am Ilisimatusarfik.
Mariia Simonsen saß von 1989 bis 1992 im Rat der Gemeinde Ilulissat. Sie kandidierte bei der Parlamentswahl 2021 und erreichte den achten Nachrückerplatz der Inuit Ataqatigiit. Von dort aus gelangte sie für die als Bürgermeisterin beurlaubte Stine Egede ins Inatsisartut. Sie saß bis November 2023 fast durchgängig im Parlament, verzichtete aber anschließend auf weitere Einberufungen. 2025 trat sie nicht mehr an.